# Horno Alto 1 de Altos Hornos de Vizcaya
El Horno Alto N.º 1 de Altos Hornos de Vizcaya de la localidad vizcaína de Sestao (País Vasco, España) es uno de los antiguos altos hornos de la desaparecida compañía junto a la Ría del Nervión. Es uno de los pocos elementos de patrimonio industrial que quedan de la empresa Altos Hornos y fue declarado Bien cultural calificado en 1995 con la categoría de monumento. Actualmente no tiene uso.

## Historia
Fue inaugurado el 18 de noviembre de 1959, siendo la madrina Asunción Orive Muñoz, hija del productor más antiguo del departamento. Este horno es hermano gemelo del desaparecido Horno Alto N.º 2 que estaba a su lado (también se perdió el Horno Alto 2-A, más conocido como el María Ángeles). Estas instalaciones fueron desmanteladas durante la reestructuración siderúrgica a mediados de los años 1990.
En los terrenos situados entre la dársena de la Benedicta y la ría del Nervión, en Sestao, conviven en la actualidad las instalaciones de la nueva Acería Compacta y los restos, hoy en desuso, de la actividad siderúrgica precedente, de la que es heredera.
El Alto Horno elegido, el N.º 1, se localiza en la plataforma artificial de trabajo de la antigua Fábrica de Altos Hornos de Vizcaya, junto a las vías del Ferrocarril de Renfe, que discurren bajo la rampa de la Iberia. El lugar seleccionado para la ubicación de los hornos n.º 1 y 2, construidos por la empresa alemana G.H.H., reutilizaba el espacio ocupado por los cuatro hornos anteriores.

#### Descripción

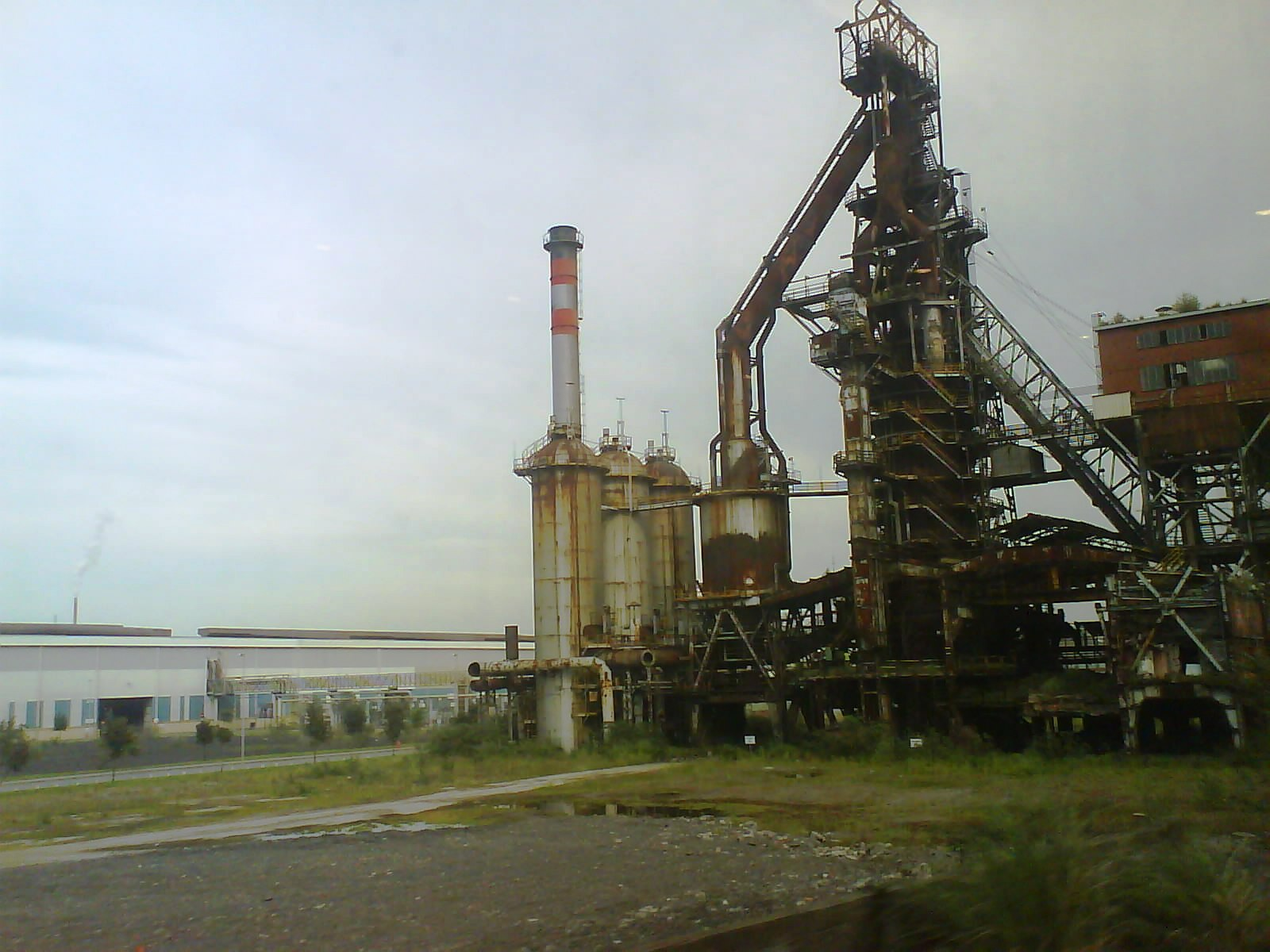
Alto horno antes de su restauración (2008).

Se trata de una instalación de eje vertical. Es un horno continuo de cuba conformado por una coraza de chapa soldada que constituye su armazón revestido interiormente con material refractario. La altura total de la instalación es de aproximadamente 80 m y su diámetro de ocupación medía 18 m. Las principales características técnicas que definen esta instalación son su apoyo sobre viga circular o madrastra, el crisol de 6,5 m de diámetro, 25 m de altura interior con un volumen interior útil de 757 m³ y los tragantes de doble campana tipo Wurth para la mejor distribución de las cargas en su interior y evitar escapes de gas.
El horno cuenta con una serie de elementos auxiliares necesarios para su funcionamiento, de los cuales se han incluido en la delimitación las tres estufas con su chimenea, los conductos de salida de gases con su separador de polvo, el plano inclinado de carga del horno y la nave de colada.
Las estufas tipo Didier y 31 m de altura son de tiro forzado de 21,247 m² de superficie de caldeo cada una. Los gases producidos por el horno son recogidos por los tubos de salida, dispuestos de dos en dos, que desembocan en el colector que les llevaba a su depuración seca, reutilizándose parte de ello para calentar las estufas.
Para transportar las cargas de mineral, aditivos y coque, se utilizaba una vagoneta (skip) que era desplazada por un cabrestante, a través de un plano inclinado, desde un foso en el suelo hasta la parte superior del horno (tragante).
En la nave de colada donde se recogía la escoria y el arrabio, en unos canales (regueras) para verterlos a unas cucharas para su evacuación, se localizan una perforadora neumática y un cañón eléctrico, que se utilizaban para la apertura y cierre de la piquera.

#### Recuperación

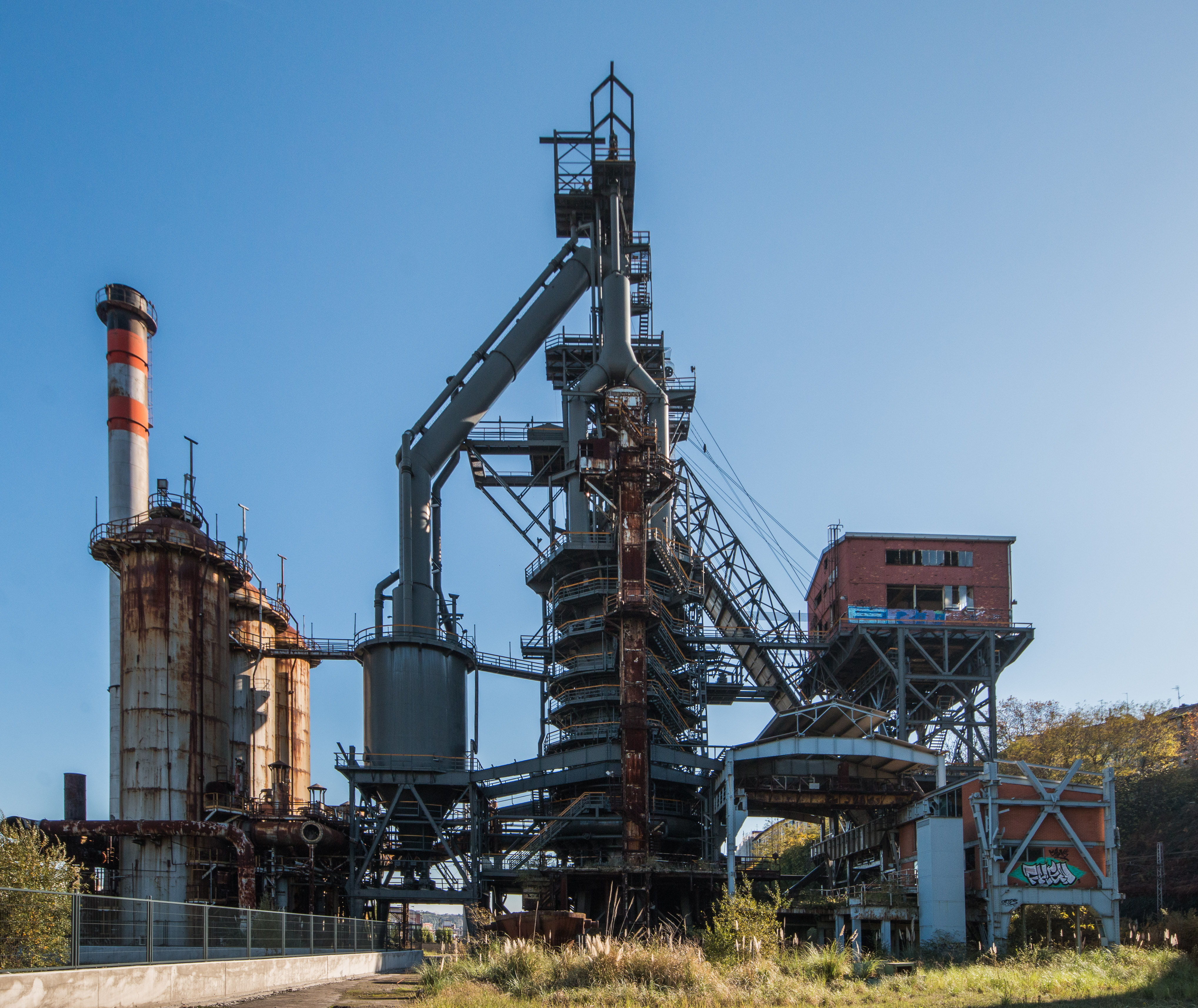
Parcialmente restaurado (2018).

Hace unos años, y ante el gran proceso de oxidación que presentaba, el Ministerio de Cultura comenzó su restauración dentro del Plan Nacional de Patrimonio Industrial. Sin embargo sigue a la espera de la asignación de un nuevo uso. En 2018 la Asociación Vasca de Patrimonio Industrial denunció que el horno vuelve a sufrir indicios de corrosión debido a su estado de abandono